# Shuqba
Shuqba (àrab: شقبة, Xuqba) és una vila palestina en la governació de Ramal·lah i al-Bireh al centre de Cisjordània, situada 21 km al nord-oest de Ramal·lah. Segons l'Oficina Central d'Estadístiques de Palestina (PCBS), tenia 5.755 habitants en 2016. Limita al sud-oest amb Qibya, al sud-est amb Shabatin, al nord-est amb Deir Abu Mash'al i al nord amb l'assentament israelià d'Ofarim. Té una àrea de 13,990 dúnams, dels que 616 dúnams són sòl edificat.

## Història
Dorothy Garrod va estudiar la transició cultural del Mesolític al Neolític representada en la cova de Shuqba al nord de Wadi an-Natuf, prop de Shuqba el 1928. El nom "natufià "va ser encunyat per descriure els habitants del Llevant meridional en aquest moment crucial de la història de la humanitat.
S'hi ha trobat terrissa i pots de l'Edat de Ferro, persa, hel·lenística, romana, romana d'Orient i mameluc.

### Època otomana
S'hi ha trobat terrissa del primer període otomà. En 1596 Shuqba formava part de la nàhiya o subdistricte de Ramla, que estava sota l'administració del liwà o districte de Gaza. Als registres fiscals d'aquest any tenia 49 famílies que eren totes musulmans. Pagaven una taxa impositiva fixa del 25% sobre productes agrícoles, inclosos blat, ordi, cultius d'estiu, oliveres, cabres i ruscs, a més d'ingressos ocasionals i una premsa per a olives o xarops de raïm; un total de 2.600 akçe.
Sota el nom de Schakba es va trobar a una llista de viles otomanes del 1870 en la qual tenia 39 cases i una població de 141, tot i que el recompte de població només incloïa homes. Es va assenyalar que estava situat al nord de Deir Qaddis i a l'oest de Bayt Nabala.
En 1882 el Survey of Western Palestine del Fons per a l'Exploració de Palestina la descrivia com «una petita vila a la zona alta, envoltada d'arbres.»

### Època del Mandat Britànic
En el cens de Palestina de 1922, organitzat per les autoritats del Mandat Britànic, la població de Shuqba era de 530 habitants, tots musulmans, incrementats en el cens de 1931 a 696 musulmans en un total de 130 cases.
En 1945 la població era de 840 musulmans, mentre que l'àrea total de terra era de 15,013 dúnams, segons una enquesta oficial de terra i població. D'aquests, 1,496 eren plantacions i terra de rec, 5,053 per a cereals, mentre 16 dúnams eren sòl edificat.

### Després de 1948
En la vespra de guerra araboisraeliana de 1948, i després dels acords d'armistici araboisraelians de 1949, Shuqba fou ocupada pel regne haixemita de Jordània. Després de la Guerra dels Sis Dies de 1967 va romandre sota l'ocupació israeliana.